# Залесе (гміна Пйонкі)
Залесе (пол. Zalesie) — село в Польщі, у гміні Пйонки Радомського повіту Мазовецького воєводства.
Населення — 465 осіб (2011).

## Демографія
Демографічна структура станом на 31 березня 2011 року:
|          | Загалом | Допрацездатний вік | Працездатний вік | Постпрацездатний вік |
| -------- | ------- | ------------------ | ---------------- | -------------------- |
| Чоловіки | 235     | 60                 | 155              | 20                   |
| Жінки    | 230     | 42                 | 129              | 59                   |
| Разом    | 465     | 102                | 284              | 79                   |